# غريغ براونينج
غريغ براونينج (بالإنجليزية: Greg Browning)‏ هو لاعب هوكي الحقل أسترالي، ولد في 14 فبراير 1953.

## وصلات خارجية
- غريغ براونينج على موقع أوليمبيديا (الإنجليزية)
- غريغ براونينج على موقع اللجنة الأولمبية الأسترالية (الإنجليزية)